# Batradz Kaitmazov
Batradz Kaitmazov (rusky Батрадз Кайтмазов), (* 18. duben 1985, Vladikavkaz, Sovětský svaz) je reprezentant Ruska v judu. Původem je Oset.

## Sportovní kariéra
V reprezentační družstu Ruska se úkor Gadanova a dalších prosazuje jen velmi složitě. Příležitost dostal pouze v roce 2010, kdy startoval na mistrovství světa a Evropy. Na olympijských hrách nestartoval.

## Výsledky
| Turnaj             | 2000 | 2001 | 2002 | 2003 | 2004 | 2005 | 2006 | 2007 | 2008 | 2009 | 2010 | 2011 | 2012 | 2013 |
| ------------------ | ---- | ---- | ---- | ---- | ---- | ---- | ---- | ---- | ---- | ---- | ---- | ---- | ---- | ---- |
| Mistrovství světa  | -    | dns  | -    | dns  | -    | dns  | -    | dns  | -    | dns  | úč.  | dns  | -    | dns  |
| Mistrovství Evropy | dns  | dns  | dns  | dns  | dns  | dns  | dns  | dns  | dns  | dns  | 2.   | dns  | dns  | dns  |
| MS juniorů         | -    | -    | úč.  | -    | -    | -    | -    | -    | -    | -    | -    | -    | -    | -    |
| ME juniorů         | -    | -    | -    | -    | 1.   | -    | -    | -    | -    | -    | -    | -    | -    | -    |
| ME kadetů          | 1.   | -    | -    | -    | -    | -    | -    | -    | -    | -    | -    | -    | -    | -    |